# Алаура Еден
Алаура Еден (на английски: Alaura Eden) е артистичен псевдоним на американската порнографска актриса Стаки Накабе, родена на 13 юни 1977 година в град Сан Франциско, Калифорния. Дебютира в порнографската индустрия през 2002 година, когато е на 25 години.

## Награди и номинации
- 2004: Номинация за AVN награда за най-добра нова звезда.[1]
- 2004: AVN награда – Best Three-Way Sex Scene, Video – International Tushy
- 2008: AVN награда – Best Group Sex Scene, Video – I Dream of Jenna 2